# Alphonse de Polignac
Alphonse de Polignac (1826–1863) là nhà toán học người Pháp thuộc lớp quý tộc. Ông được biết tới bởi giả thuyết Polignac

## Tiểu sử
Cha ông, Jules de Polignac (1780-1847) giữ chức thủ tướng dưới Charles X cho tới khi triều Bourbon bị lật đổ trong cuộc cách mạng tháng bảy năm 1830. Alphonse được sinh tại Luân Đôn trong thời gian bố của ông vẫn còn đang làm thủ tướng cho Anh. Trong 1849, ông nhập học trường Polytechnique và sau đó làm sĩ quan bắn pháo trong chiến tranh Krym, cuối cùng lên chức đội trưởng.
Ngoài ra, ông còn là lịch sử gia, nhà thơ, nhạc sĩ, và là người dịch bản kịch Faust của Goethe.
Các công trình toán học của ông chủ yếu nằm trong lý thuyết số và ông chủ yếu làm việc với các số nguyên tố.

## Giả thuyết Polignac
Trong năm đầu tiên của ông tại Polytechnique, Polignac viết giả thuyết sau: 
Cho bất kỳ số nguyên dương k, có vô số khoảng cách số nguyên tố có độ dài 2k.

## Công trình khác trong toán học
Polignac ngoài ra còn viết giả thuyết Romanov, phát biểu rằng: 
Mọi số lẻ lớn hơn 3 có thể viết thành tổng của một số nguyên tố lẻ và một luỹ thừa của 2
Trong cùng năm đó, ông viết ra hai giả thuyết nổi tiếng nhất. Ngoài ra Polignac có phỏng đoán sai một giả thuyết khi trình bày cho Viện Hàn lâm Khoa học Pháp. Giả thuyết phỏng đoán sai rằng mọi số lẻ đều có thể viết thành tổng của một luỹ thừa của hai với một số nguyên tố (trường hợp 1).